# Kukës
Kukës város Albánia északkeleti részén, Shkodra városától légvonalban 75 kilométerre keletre, a koszovói határ közelében, a Drin folyó völgyében felduzzasztott Fierzai-tó partján. Kukës megye székhelye, megyéjén belül Kukës község, valamint Kukës alközség központja. Ez utóbbi közigazgatási egység a városon kívül két másik települést foglal magában (Drinas és Gostil). A 2011-es népszámlálás alapján az alközség népessége 16 719 fő, ezzel Albánia tizenhetedik legnépesebb városa. A mai Kukës az 1970-es években épült szocialista város lakótelepekkel, mára nagyrészt elhagyott nehéz- és könnyűipari létesítményekkel, de kedvelt kiindulópontul szolgál a környező természeti értékeket (Albán-Alpok, Valbona-völgy, Fierzai-tó vidéke, Korab-hegy stb.) felkereső turisták számára.

## Fekvése
Kukës a Fekete- és a Fehér-Drin összefolyásánál, a Drin vizéből 1976-ban felduzzasztott Fierzai-tó déli partján terül el. Geológiai értelemben a Mirditai-fennsík szerpentinövezetéhez tartozik, természetföldrajzi szempontból azonban a Drin völgye által elválasztott Albán-Alpok és az attól délre elterülő Közép-Albán-hegység közé ékelődik. A várostól 8 kilométerre délkeletre emelkedik a Gjallica-hegy 2489 méteres csúcsa. Az országban itt a legalacsonyabb az évenkénti napsütéses órák száma (2000 óra).
A várost Albánia központi részeivel az A1-es autópálya köti össze, amely Koszovó irányába vezet tovább.

## Történelme
Az újkőkorszakban a mai Kukës melletti Kolsh Drin-partján telepedett le az ember. Tárgyi műveltségük sajátos jegyei a mai Albánia egész területéről ismert – monokróm, esetenként fehér vonalakkal megrajzolt – vöröskerámia mellett a kávébarna ornamentikával díszített vörös agyagedények. A környék első ismert halomsírjai a bronzkor során jelentek meg, amelyek közös jellemzői a kőlapokból kialakított sírkamra, a borostyán sírmellékletek, valamint a temetkezési hely kerámiaedény-töredékekkel kevert földréteggel való befedése. Mindez egyfelől a mati kultúra délnyugatra húzódó területeivel mutat hasonlóságot, de az illír népek i. e. 5. századból ismert temetkezési hagyományával is rokonítható. A legkorábbi sírleletek arról tanúskodnak, hogy a vaskorig oldalfekvésben, magzati pózba rendezve hantolták el halottaikat, amit helyenként a vaskortól felváltott egy másik hagyomány: a nyújtott lábbal hanyattfekvő halottak eltemetése. A környék legjelentősebb halomsírjai a közeli Këneta, Çinamak (67 tumulus), Bardhoc és Kruma határában, valamint a már koszovói oldalon lévő Këneta mellett találhatóak. A kőlapokból kialakított sírkamra hagyománya egészen a középkorig élt, a környékről nagy számban ismertek az albán etnicitású komani régészeti kultúrához kötődő ilyen sírhelyek.
A település első említése 1571-ből ismert; ekkor tizenkét házhelyet számoltak össze a Kukufic néven ismert faluban. A 20. századig Prizren körzetéhez tartozó, kevésbé jelentős piachely volt. Az első világháborút követő pártpolitikai harcok során a hatalmát építgető Amet Zogolli ellenzékének egyik fő fészke volt a terület, ahol 1919-től a Muharrem Bajraktari vezette kukësi helyőrség tartotta fenn a rendet. 1923 januárjában Bajram Curri vezetésével – Hasan Prishtina és Mustafa Kruja támogatásával – fegyveres kormányellenes felkelés tört ki a Gjakova és Kukës közötti vidéken, amelyet a Zogolli-kormány – jugoszláv csendőrségi segédlettel – csakhamar levert. 1924 májusában újabb elégedetlenségi hullám futott végig Albánián; a Bajram Curri vezette felkelők az országban elsőként ragadtak fegyvert a shalai törzsfő, Rexhep Shala felhívására, Bajraktarit és katonáit kiűzték Kukësból és átvették a település feletti hatalmat. Ennek nyomán bontakozott ki a júniusi forradalom, amely a kormány leváltásával és Zogolli külföldre menekülésével zárult.
A második világháború során, 1943 őszén előbb a jobboldali Nemzeti Front gerillái szabadították fel ideiglenesen a környéket a náci Németország megszálló hadserege alól, 1944 szeptemberében pedig a gyakorlatilag a kommunisták által irányított Nemzeti Felszabadítási Mozgalom – koszovói partizánok által támogatott – 5. partizánbrigádja űzte ki végleg a megszállókat. Enver Hoxha írásos parancsára 1944. szeptember 20-án partizántársai a Kukës melletti Kolesjanban verték agyon a pártvezér számára mind kényelmetlenebbé váló Llazar Fundo kommunista mozgalmárt.
A régi Kukëst és huszonnyolc másik települést 1976-ban vízzel árasztották el, amikor a Drin folyón Fierzánál felépült a Párt Fénye (Drita e Partisë) vízerőművet kiszolgáló duzzasztógát, és az egykori falvak helyét a 73 négyzetkilométeres Fierzai-tó vette át. A lakosságot a tó partján újonnan létrehozott modern szocialista városban telepítették le, amely megörökölte a Kukës nevet, de gyakorta hivatkoznak rá az informális Új-Kukës (Kukës i Ri) néven is. A korábban elsősorban mezőgazdasággal foglalkozó betelepülőknek elsősorban a környék bányászata, a fémipar, valamint különböző könnyűipari üzemegységek (szeszgyár, szőnyeggyár stb.) adtak munkát. Már az Albániát 1939-ben megszálló olasz vezetésnek voltak fejlesztési tervei a Kukës környéki krómérc kiaknázására, de a nagyipari léptékű bányaművelés csak a második világháborút követő évtizedekben bontakozott ki. 1961-ben állították üzembe a gjegjani rézbányát, amelynek ércét Kukësban dolgozták fel. Az 1970-es második felében a közeli Kalimashnál, majd az 1980-as évek közepén Vlahnánál krómbányát, Kukës közelében pedig krómdúsító üzemegységeket létesítettek.
A kommunista egypártrendszer végóráiban, 1990 januárjában Kukësban nagyszabású rendszerellenes tüntetésekre került sor. A rendszerváltást követően a munkahelyek nagy része megszűnt. Az elvándorlás arányait jelzi, hogy az 1989 és 2001 között Tiranába betelepülők 7,7%-a Kukës kerületből érkezett (kibocsátó régióként csak Dibra kerület előzte meg). Az 1998–1999-es koszovói háború további jelentős tehertételnek bizonyult Kukës gazdasági erőforrásaira. A hazáját elhagyni kényszerült koszovói albánok 400-500 ezres tömege Albánia felé lépte át a határt, s nagy részük hónapokon keresztül a Kukës körüli sátortáborokban lelt oltalomra.
Némi gazdasági fellendülést hoztak a 2000-es–2010-es évek fejlesztései, amelyek némiképp oldottak Kukës és környéke földrajzi elszigeteltségén. 2006 és 2013 között felépült az Albániát Koszovóval összekötő A1-es autópálya Fushë-Kruja és a morinai határátkelő közötti szakasza. A morinai mellett két újabb határátkelőhelyet nyitottak Kukës község és Koszovó között (Shishtavec, illetve a csak gyalogos forgalmat áteresztő Zapod). Egyesült arab emirátusi finanszírozással 2006-ra készült el az ország második nemzetközi repülőtere, a kukësi nemzetközi repülőtér, jóllehet, az albán kormány csak 2016-ban adta ki az engedélyt nemzetközi polgári légi járatok indítására és fogadására. (Az olasz Ala Littoria légi társaság 1927 februárjától már üzemeltetett tirana–kukësi légi járatokat.)

## Nevezetességei
Kukës voltaképpen egy kiterjedt szocialista lakótelep, amelynek nyugati peremén terül el a középületekkel övezett főtér. Itt található az 1939-ben felállított Szkander bég mellszobor (Odhise Paskali műve), valamint az 1998–1999-es koszovói háború Kukësban és környékén elszállásolt menekültjeinek hálája jeleként 2009-ben felavatott Koszovói exodus emléktorony. A közelben található a Fierzai-tavon közlekedő hajók kikötője, valamint egy parkosított tóparti sétány. Kukës a szunnita iszlám egyik regionális központja, a shkodrai főmufti főhatósága alá tartozó kukësi mufti székhelye, mecsetjük a tóparti promenád közelében található.
A környék felfedezésére alkalmas kiindulópont, akár az északra elterülő Albán-Alpok látnivalói (Bajram Curri, Tropoja, Valbona-völgy, Krumai-medence stb.), akár a várostól dél–délnyugatra lévő Mirditai-fennsík, a Fekete-Drin völgye, Peshkopia vagy az albániai goránok központi települése, Shishtavec az úti cél.

### Nevezetes kukësiak
- Itt született Rreshat Bardhi (1935–2011),1991-től haláláig az albániai bektásik szellemi vezetője.[31]
- Todi Lubonja (1923–2005) kommunista politikus 1954–1955-ben a kukësi pártszervezet titkára volt.[32]
- Az 1933-ban merénylet áldozatául esett politikus, Hasan Prishtina földi maradványait 1977-ben a kukësi mártírok temetőjében helyezték örök nyugalomra.[33]